# Schließplan
Ein Schließplan klärt die genaue Funktionsweise einer Schließanlage und ordnet den Schließzylindern die Schlüssel zu, die diese schließen. 
Je nach Hersteller der Schließanlage und Kundenwunsch erfolgt die Prägung der Schlüssel. Bei industrieller Fertigung wird die Nummerierung mit Laserbeschriftungs- oder Graviermaschinen auf dem Schlüssel angebracht, bei Schließanlagen oder Ersatzschlüsseln, die von Schlüsseldiensten angefertigt werden, mit Schlagstempeln eingeschlagen.
Manche Hersteller prägen nur eine laufende Nummer auf, wobei z. B. der Generalhauptschlüssel (GHS) die niedrigste Nummer hat, da er als erster geplant wird. Andere verwenden auch die A/B-Notation, d. h. der GHS wird meist mit „A1“ und die Gruppenschlüssel als „A2“ gekennzeichnet, die Einzelschlüssel tragen nur Ziffern oder „B1“ usw.
Viele Hersteller prägen die Funktion eines Schlüssels sogar auf die Schließanlage, also „GS 7“ für einen Gruppenschlüssel Nr. 7. Einzelschlüssel tragen meist nur eine laufende Nummer. Dies macht es dem Verwalter und berechtigten Kenner der Schließanlage einfacher, die Funktion des Schlüssels zuzuordnen.
Bei Zentralschloss-Anlagen ist es üblich, die Schlüssel, die nur die Zentralschlösser schließen, mit „Z“ zu kennzeichnen.
Ebenso werden die Bauart der Schlösser (z. B. Profilzylinder, Rundzylinder, Ovalzylinder, Vorhängeschlösser, Hebelschloss) und deren Eigenschaften vermerkt.
Bei komplexen Objekten mit einer Vielzahl von Schließmöglichkeiten kann es notwendig werden, ein EDV-gestütztes Managementsystem zu nutzen.

## Beispiel
Als Beispiel dient hier die General-Hauptschlüsselanlage eines kleinen Handwerkbetriebes:
| Tür                           | Schließung | Bauform         | Länge           | GHS | HGS1 | GS1/1 | HGS2 | GS2/1 | GS2/2 | Z1 |
| ----------------------------- | ---------- | --------------- | --------------- | --- | ---- | ----- | ---- | ----- | ----- | -- |
| Haupttor                      | 1          | DZ              | 40×30           | X   | X    | X     | X    | X     | X     | Z  |
| Nebentor                      | 1          | DZ              | 30×30           | X   | X    | X     | X    | X     | X     | Z  |
| Eingang Bürotrakt             | 2          | DZ              | 35×30           | X   | X    | X     | X    | .     | .     | I  |
| Büroraum                      | 3          | DZ              | 30×30           | X   | X    | X     | X    | .     | .     | I  |
| Nebenraum Büros               | 4          | DZ              | 30×30           | X   | X    | X     | X    | .     | .     | I  |
| Chefbüro                      | 5          | DZ              | 30×30           | X   | X    | .     | .    | .     | .     | I  |
| Aufenthaltsraum zum Bürotrakt | 6          | DZ              | 30×30           | X   | X    | X     | X    | .     | .     | I  |
| Aufenthaltsraum zur Werkhalle | 7          | DZ              | 30×30           | X   | X    | .     | X    | X     | X     | I  |
| Haupttor Werkhalle            | 8          | DZ              | 60×30           | X   | X    | .     | X    | X     | X     | I  |
| Nebeneingang Werkhalle        | 8          | DZ              | 40×30           | X   | X    | .     | X    | X     | X     | I  |
| Materiallager 1               | 9          | DZ              | 30×30           | X   | .    | .     | X    | X     | X     | I  |
| Materiallager 2               | 10         | Vorhängeschloss | Vorhängeschloss | X   | .    | .     | X    | X     | .     | I  |
| Garage 1                      | 11         | HZ              | 30×10           | X   | .    | .     | X    | .     | X     | I  |
| Garage 2                      | 12         | HZ              | 30×10           | X   | X    | .     | X    | X     | X     | I  |

Legende
| GHS = Generalhauptschlüssel | Z = Zentralschloss (Zentralzylinder) |
| HGS = Hauptgruppenschlüssel | DZ = Doppelzylinder                  |
| GS = Gruppenschlüssel       | HZ = Halbzylinder                    |

In diesem Beispiel gibt es drei verschiedene Bauformen für die Schlösser: Doppelzylinder, Halbzylinder und ein Vorhängeschloss.
Der Inhaber hat den Generalhauptschlüssel, mit dem er alle Zylinder des Betriebs schließen kann. Seiner engen Büro-Mitarbeiterin gibt er den HGS1, mit dem sie sowohl in das Büro des Chefs als auch in die Werkshalle kommt. Gelegentlich benötigt sie auch ein Fahrzeug, deshalb schließt ihr Schlüssel auch Garage 2. Seiner Buchhalterin gibt er den GS1/1, diese kann im Bürotrakt die Türen öffnen, jedoch nicht das Büro des Chefs.
Seinem angestellten Meister überreicht der Chef HGS2, mit diesem kann dieser alle Türen der Werkshalle, der Materiallager und die Garagen öffnen, und kann auch das Bürogebäude betreten, aber nicht das Büro seines Chefs. Seinem Gesellen, der üblicherweise die Aufträge in der Werkshalle ausführt, überreicht er GS2/1, dieser kann auch beide Materiallager öffnen, jedoch nur eine der Garagen, falls er ein Fahrzeug benötigt. Dem anderen Gesellen händigt er GS2/2 aus, dieser montiert die Werkstücke bei den Kunden, braucht also auf jeden Fall ein Fahrzeug. Steht das Fahrzeug aus Garage 1 z. B. wegen einer Reparatur nicht zur Verfügung, hat er auch Zugriff auf das Fahrzeug in Garage 2. Dafür hat er keinen Zugang zu Materiallager 2, in dem nur die Rohstoffe lagern, die so nicht an die Kunden gehen dürfen.
Alle übergeordneten Schlüssel (also GHS, HGS1, GS1/1, HGS2, GS2/1, GS2/2) dürfen das Haupttor und das Nebentor im Zaun schließen. Für beide Zylinder würde auch ein zur Schließung 1 gehöriger Einzelschlüssel Nr. 1 passen (nicht in der Tabelle vermerkt). Einen Schlüssel, der nur eines der beiden Tore schließt gibt es nicht, da hier identische Zylinder verwendet werden (Gleichschließung).
Ebenso schließt ein zur Schließung 8 gehöriger Einzelschlüssel Nr. 8 Haupttor und Nebentor der Werkhalle. 
Die Schließung 1 ist zusätzlich als Zentralzylinder ausgelegt, in den alle Schlüssel aller anderen Schließungen einschließen (gekennzeichnet durch das Z und die I's in der gleichen Spalte).